# Jacobaea adonidifolia
Jacobaea adonidifolia là một loài thực vật có hoa trong họ Cúc. Loài này được (Loisel.) Pelser & Veldkamp mô tả khoa học đầu tiên năm 2006.